# L'Oiseau blanc
L'Oiseau Blanc (en català:Ocell blanc) va ser un avió biplà que va desaparèixer el 8 de maig de 1927 juntament amb els seus dos pilots, els francesos Charles Nungesser i François Coli, durant el primer intent de realitzar el vol entre París i Nova York sense escales. Menys de dues setmanes després de la seva desaparició el nord-americà Charles Lindbergh es va convertir en la primera persona a completar aquesta travessia, encara que en sentit contrari, a bord del Spirit of Saint Louis.
La desaparició de l' Oiseau blanc és considerada com un dels majors misteris de la història de l'aviació i nombroses hipòtesis han circulat entorn al lloc on poder esser tant l'avió com el seus dos tripulants. Segons diverses recerques l'avió s'hauria estavellat a l'oceà Atlàntic en trobar-se amb una forta torbonada o amb un important banc de boira. No obstant això durant els anys 1980 van sorgir altres estudis que sostenen que l'Oiseau blanc podria haver arribat fins a l'illa de Terranova, al continent americà i s'hauria estavellat als afores.
L'Oiseau Blanc va deixar un important llegat encara que no pogués completar la seva missió, ja que apareix en diverses pel·lícules i cançons i a França existeixen diverses ciutats que tenen carrers amb els noms de Nungesser i Coli. En el seu honor va ser erigit un memorial a l'aeroport de París-Le Bourget, punt de partida del seu viatge, i també a Étretat, on se'ls va poder veure per última vegada des de França.

## Context

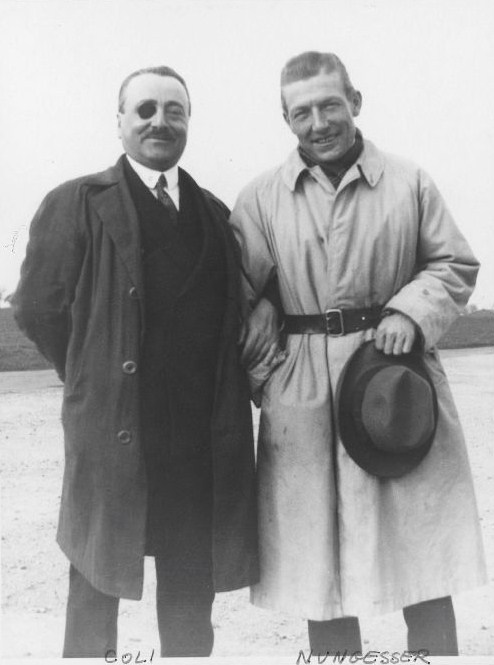
François Coli i Charles Nungesser (en aquest ordre) posant per a la premsa abans del vol

Després del final de la Primera Guerra Mundial els aviadors de tot el món van intentar demostrar la utilitat pacífica de l'aviació establint tota mena de noves marques en distància, altitud o velocitat. És en aquest context que al maig de 1919 el pilot nord-americà Albert Cushing Read va realitzar un vol entre Long Island, als Estats Units, i Plymouth, a Anglaterra, en 23 dies i realitzant 5 escales. Això va motivar a l'empresari Raymond Orteig a oferir un premi de 25 000 dòlars al primer aviador que realitzés un vol transatlàntic sense escales entre Nova York i París en un termini de cinc anys. Un mes després, els aviadors britànics Alcock i Brown van realitzar el primer vol transatlàntic sense escales en volar des de Terranova, al Canadà, fins a Clifden, a Irlanda, encara que no va ser suficient per guanyar el premi.
El termini de cinc anys es va complir i cap pilot va aconseguir completar el desafiament d'Orteig, per la qual cosa l'empresari va decidir renovar la competició per cinc anys més. L'any 1925 el francès François Coli es va convertir en el primer aviador a inscriure's en el concurs, però altres participants com el famós pilot de caça René Fonck es van inscriure al cap de poc temps aprofitant els avanços tecnològics realitzats durant els anys 20.
François Coli, veterà de la Primera Guerra Mundial i condecorat amb la Legió d'Honor, va realitzar diversos vols històrics a través i al voltant del mar Mediterrani. Un dels més importants va ser el que va realitzar l'any 1919 entre París i Kenitra (actualment al Marroc) i amb el qual va trencar la marca de distància en línia recta. Des de 1923 va concentrar el seu treball a realitzar un vol transatlàntic i originalment planejava fer-ho amb el seu company de la guerra Paul Tarascon, un reconegut as de l'aviació amb un total de 12 victòries en combat, però un accident a la fi de 1923 va destruir el seu avió Potez 25 i li va provocar a Tarascon greus cremades que el van obligar a abandonar l'aviació per diversos anys. François Coli va ser contactat llavors per Charles Nungesser, un dels aviadors francesos més experimentats de la guerra amb 43 victòries en combat, que es va oferir per reemplaçar a Tarascon. Nungesser estudiava la possibilitat del vol transatlàntic París-Nova York des de 1925 però necessitava un navegador experimentat com Coli. Poc després els dos homes van obtenir el suport del constructor aeronàutic Pierre Levasseur i del fabricant de motors Lorraine-Dietrich i van començar els preparatius per al viatge.
Si bé els vents predominants en el recorregut previst bufarien d'oest a est, la qual cosa afavoria el recorregut des de Nova York cap a París, Charles Nungesser i François Coli van organitzar el seu viatge per partir des de París per raons simbòliques. Per més que Coli es va inscriure al Premi Orteig l'any 1925, el canvi de company i altres detalls van fer que el vol programat no comptés per al concurs, encara que als aviadors no els va importar, ja que deien que el seu veritable objectiu era establir una nova marca i no el premi monetari.
La forta personalitat dels aviadors i el seu gran carisma els va valer l'atenció dels mitjans i va atreure una gran publicitat en relació al vol a banda i banda de l'oceà Atlàntic, on els preparatius per al viatge eren seguits dia a dia pels periòdics.

## Construcció de l'avió

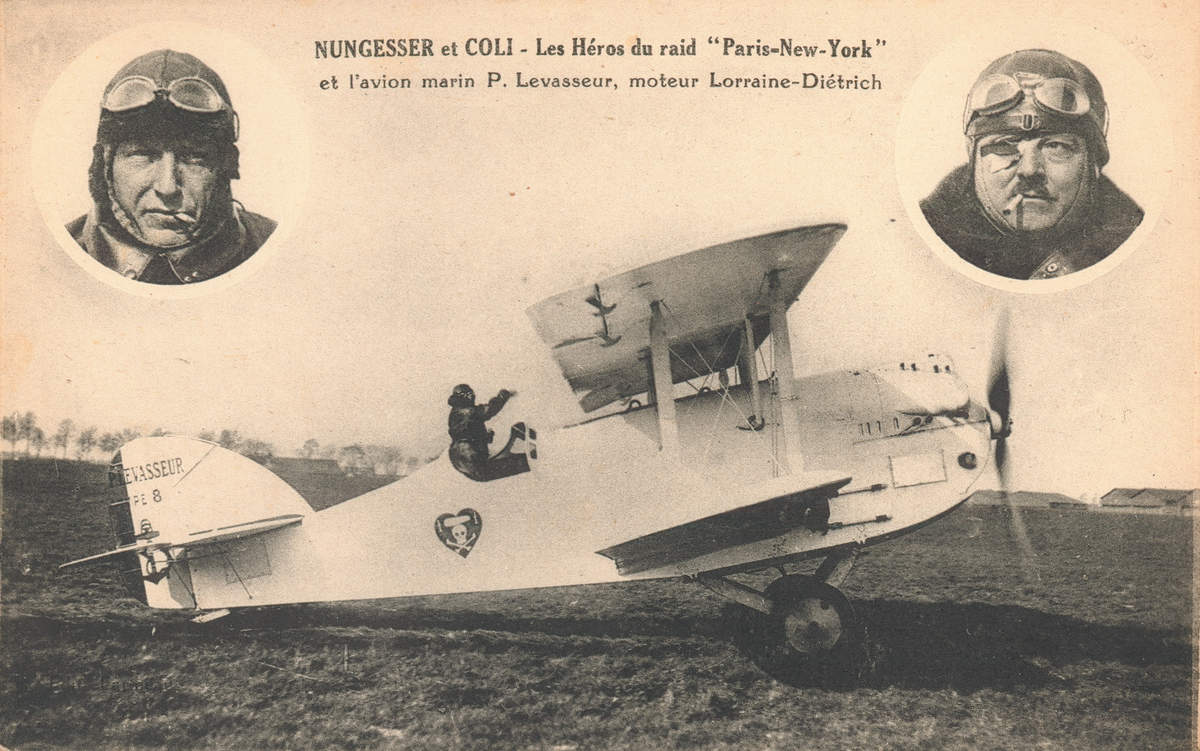
LOiseau blanc durant les proves, a l'abril de 1927.

Nungesser i Coli van participar en la construcció de l'Oiseau blanc, un Levasseur PL.8 desenvolupat a partir de l'avió de reconeixement Levasseur PL.4, amb l'ajuda dels enginyers de Levasseur. El biplà de fusta PL.4 amb capacitat per a tres passatgers tenia la capacitat d'amarar en cas d'emergència, per la qual cosa va ser utilitzat en la recentment creada aviació naval francesa per servir en el primer portaavions francès, el Béarn, que en aquest moment estava encara en construcció. Amb l'ajuda de l'enginyer Émile Farret i del cap de fabricació Albert Longelot, els aviadors van realitzar diverses modificacions en el seu avió: van retirar la cabina doble situada en la part frontal de l'avió i la van reemplaçar per tres tancs de combustible que contenien en total uns 4025 litres de carburant, el fuselatge es va allargar i es va reforçar per permetre un amaratge més segur i per permetre que Nungesser i Coli es poguessin asseure un al costat de l'altre en la cabina posterior que quedava i l'envergadura es va augmentar fins a 14,6 metres.

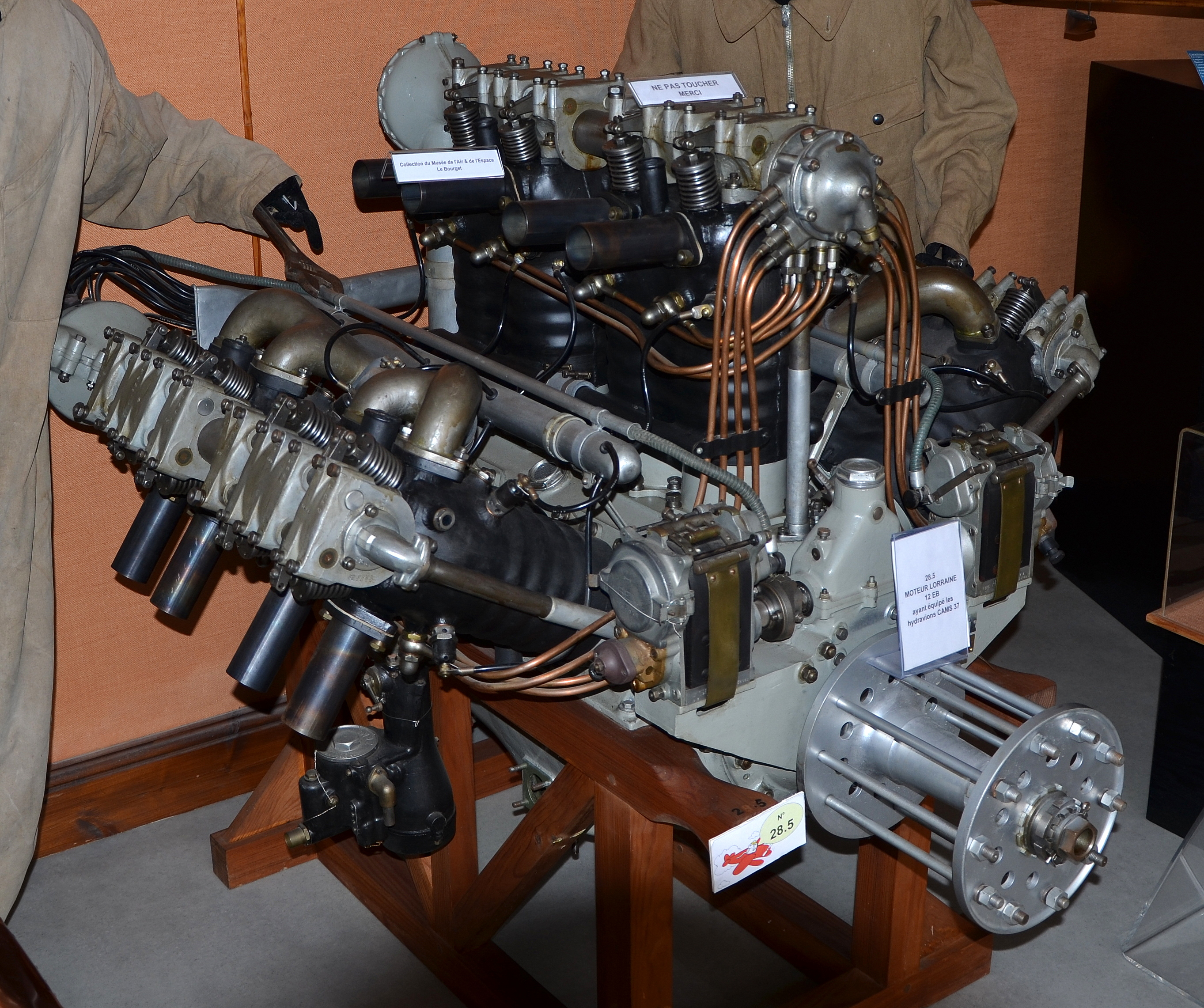
Motor Lorraine 12 Eb, exemplar exhibit en el museu de la hidroaviació de Biscarrosse.

El motor utilitzat per a l'avió va ser un Lorraine 12 Eb de dotze cilindres en W amb una potència de 450 cavalls de força, un propulsor que ja era conegut pel seu gran rendiment en combats aeris i muntava el famós avió Potez 25. Els cilindres estaven separats en tres sèries amb 60 graus de diferència entre l'una i l'altra, la qual cosa suposava una distribució semblant a la dels motors Napier de l'època. Es van realitzar diverses proves en el motor per comprovar si suportaria la totalitat del llarg vol que li esperava, una de les quals el va fer funcionar durant 40 hores seguides a la fàbrica de Levasseur per comprovar la seva fiabilitat.
El PL.8 va ser batejat Oiseau blanc (Ocell blanc) per Nungesser en honor d'un cap indi de Wyoming que havia conegut l'any 1925. Se li van pintar les ales i la deriva amb el conegut tricolor francès blau-blanc-vermell i Nungesser va fer que es pintés a cada costat del fuselatge la seva insígnia personal: una calavera amb dues tíbies entrecreuades, amb un taüt i dos canelabres per damunt i com a fons un cor negre. Va ser amb aquesta insígnia amb la qual s'havia fet conegut entre els pilots de la Primera Guerra Mundial.
L'Oiseau blanc va estar finalitzat a mitjans d'abril de 1927 i a partir de llavors es van realitzar diverses proves fins a la partida dels dos aviadors. Es va eliminar de l'avió tot pes considerat innecessari, incloent la ràdio i la barca salvavides i l'equipament del tauler de controls es va minimitzar, en particular en els controls concernents al control de vol amb baixa visibilitat, al que estaven poc habituats tots dos aviadors. Per eliminar fins i tot més pes i guanyar més aerodinamisme, el tren d'aterratge va ser dissenyat per ser rebutjat després de l'enlairament, doncs aquesta peça no seria necessària per a l'aterratge, ja que els aviadors pensaven realitzar un amaratge davant de l'Estàtua de la llibertat en arribar a Nova York.

### Característiques tècniques
Les característiques tècniques de l'Oiseau blanc són les següents:
- Envergadura: 14.60 m
- Llargada: 9.70 m.
- Alçada: 3,90 m.
- Superfície de suport: 61,50 m²
- Pes lliurat amb aigua i accessoris: 1905 kg
- Pes de la tripulació: 150 kg
- Pes del combustible: 2300 kg
- Pes del petroli: 80 kg
- Pes dels aliments i aparells salvavides: 30 kg
- Pes total a la sortida: 4963 kg
- Diàmetre de l'hèlix: 3.95 m
- Volum del combustible: 4025 l.
- Velocitat de terra amb tren: 200 km/h

## El vol

Pla de vol concebut per Coli pel 8 de maig de 1927.

- Nota: Els horaris donats a continuació corresponen a l'hora legal de París (UTC +1)

François Coli va concebre el seu pla de vol per seguir una ruta ortodròmica, la més curta, que els portaria a navegar al nord-oest sobrevolant el Canal de la Mànega, el sud-oest de Gran Bretanya, la República d'Irlanda i l'oceà Atlàntic abans de desviar-se cap al sud-oest per sobrevolar Terranova, Nova Escòcia i després vorejar la costa Est nord-americana fins a arribar a Nova York. ·  François Coli era un expert navegant a causa dels seus anys d'experiència a bord de navilis mercants i als seus vols al mar Mediterrani, per la qual cosa va treballar durant tot l'hivern de 1926-1927 preveient possibles canvis meteorològics i estudiant les rutes astronòmiques i va decidir finalment realitzar el viatge durant el mes de maig. · 
El 7 de maig les previsions meteorològiques franceses, britàniques, irlandeses, canadenques i americanes van estimar que hi hauria vents favorables d'est a oest durant la major part de la ruta establerta per Coli, encara que també es preveia una important depressió atmosfèrica amb possibilitat de tempesta prop de Terranova. No obstant això, les condicions eren en general favorables i tots dos aviadors van decidir iniciar el seu històric vol el matí de l'endemà.
L'Oiseau blanc va enlairar-se de l'aeroport de París-Li Bourget a les 5 hores i 18 minuts, després de recórrer 900 metres de pista per poder aixecar els seus 4864 kg de pes. Poc després, prop de Gonesse, es va desprendre del tren d'aterratge com tenien previst, l'única peça que es recuperaria de l'avió i que es troba exposada ael Museu de l'Aire i de l'Espai, a Le Bourget. Durant la primera etapa del viatge els aviadors van ser escortats per diversos avions, un dels quals era pilotat per un empleat de Levasseur. Segons el seu testimoniatge, Nungesser i Coli van sobrevolar totes les ciutats franceses previstes sense cap inconvenient fins a arribar a Étretat, l'última ciutat francesa del viatge, on els escortes van donar la volta i el Oiseau blanc va seguir el seu rumb en solitari cap a Gran Bretanya. Aquesta també seria l'última vegada que l' Oiseau blanc seria albirat amb total certesa. En aquest moment l'avió volava a una altura d'entre 200 i 300 metres i a una velocitat d'entre 130 i 150 km/h, inferiors als 185 km/h estimats durant les proves a causa del pes extra del combustible; malgrat això el vol es desenvolupava amb normalitat.
A les 7 hores i 45 minuts el comandant del submarí britànic H 50 va albirar un biplà blanc amb els distintius colors blau-blanc-vermell a la seva deriva sobrevolant a una altura propera als 300 metres prop de l'Illa de Wight. Més tard l'avió va ser identificat també per un habitant de la ciutat irlandesa de Dungarvan a les 10 hores i 10 minuts i per un bisbe de Carrigaholt a les 11 hores.
A la tarda del 9 de maig, a Nova York, una important multitud es va concentrar al Battery Park, des d'on es podria tenir un bon panorama del amaratge de Nungesser i Coli enfront de l'Estàtua de la Llibertat. No obstant això, a mesura que l'arribada es demorava van començar a sorgir rumors d'albiraments de l'avió a Terranova i a Long Island, mentre que a França l' Aero Club de França va anunciar l'èxit del vol i diversos periòdics com La Presse van començar a preparar titulars de victòria. Durant la nit les autoritats nord-americanes van desmentir la informació i van anunciar que els pilots mai van arribar a Nova York. Els 3800 litres de combustible de l' Oiseau blanc li permetien 40 hores d'autonomia, però en acabar aquest termini la inquietud es va establir a banda i banda de l'Atlàntic i l'avió i la seva tripulació es van declarar desapareguts.

## La cerca

### Intents de rescat de 1927

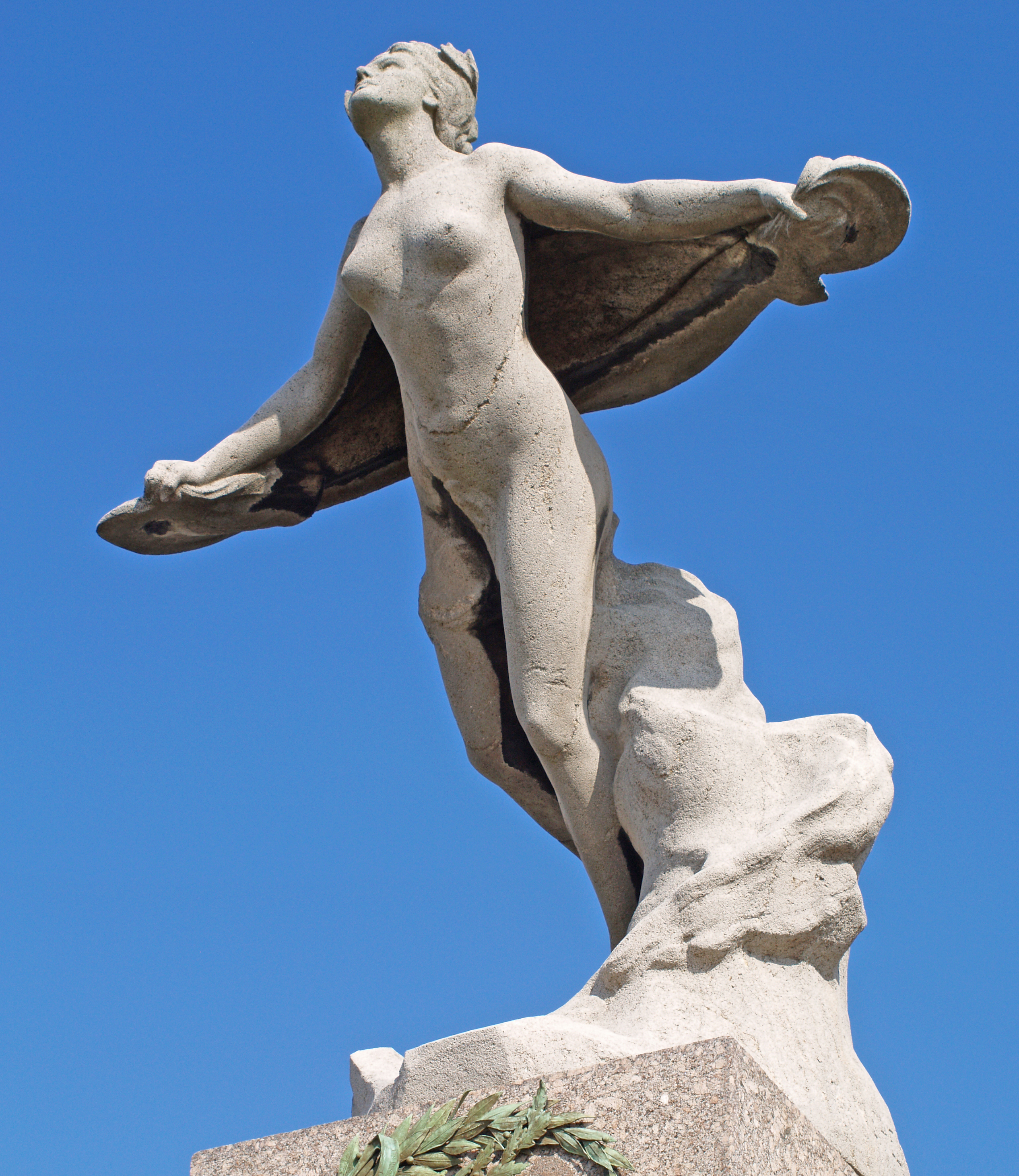
Estàtua commemorativa de Coli, Nungesser i Lindbergh a l'entrada de l'aeroport de París-Le Bourget.

Les cerques van començar immediatament després d'haver-se complert el termini de 40 hores que tenia l' Oiseau blanc d'autonomia. La primera hipòtesi dels cercadors va ser la d'un accident al Canal de la Mànega, ja que el pes del combustible disminuïa considerablement la maniobrabilitat de l'avió en la primera etapa del viatge. A partir del matí del 10 de maig diversos vaixells i avions van rastrejar tot el Canal entre Étretat i la costa anglesa sense èxit. Les autoritats franceses van decidir abandonar la cerca a la Mànega durant la nit del 12 de maig a causa de l'aparició de diversos testimoniatges a Gran Bretanya i Irlanda que confirmarien que l'avió hauria travessat el canal.
De l'altre costat de l'Atlàntic la marina nord-americana i la canadenca van realitzar una extensa cerca en el golf de Sant Llorenç, Terranova, l'illa Sabre i Nova Escòcia però es van concentrar principalment a Harbour Grace, a Terranova, a causa de diversos testimoniatges que van assenyalar la presència d'un avió blanc el matí del 9 de maig en aquest lloc.· La cerca de l' Oiseau blanc es va aturar oficialment el 9 de juny de 1927, encara que l'aviador australià Sidney Cotton va continuar pel seu compte fins al final de juliol sense resultats.
Durant els següents 50 anys la hipòtesi més acceptada va ser que l'Oiseau blanc es va veure atrapat en una tempesta o es va perdre en la boira per després estavellar-se a l'oceà, enportant-se amb ell a Nungesser i a Coli.

### Recerques a partir de 1980

#### Informe Meunier

Reconstrucció del vol de l' Oiseau blanc segons l'informe Meunier.

El cas de l' Oiseau blanc va reprendre importància l'any 1980 quan l'antic ministre francès Roland Nungesser, nebot de Charles Nungesser, va sol·licitar oficialment al Ministre de Transport que realitzés una recerca sobre el tema. Se li va assignar el cas a Clément Pascal Meunier, enginyer general de l'aviació civil, el qual va compilar i va analitzar durant tres anys el conjunt d'evidències i testimoniatges recollits des de 1927 per intentar reconstruir el recorregut de l' Oiseau blanc.
Segons l'informe de Meunier no hi hauria cap dubte que Nungesser i Coli haurien arribat sense dificultats fins a l'oceà Atlàntic. Després de Étretat l' Oiseau blanc hauria estat albirat diverses vegades fins a Irlanda i els emplaçaments i horaris d'aquests coincidirien perfectament amb el pla de vol de Coli.· Meunier va estimar que els aviadors van abandonar Irlanda a les sis hores de començar el seu vol i, segons els reports meteorològics de l'època, no haurien d'haver-se trobat amb mal temps sinó fins a travessar el meridià 40 oest, molt després d'haver superat el punt de no tornada.
Després del meridià 40 oest, teòricament aconseguit a les 21 hores del 8 de maig, les condicions meteorològiques haurien empitjorat, ja que la depressió atmosfèrica que es pronosticava per a Terranova es va desplaçar notòriament menys del previst a l'est i va acabar just sobre la ruta de l' Oiseau blanc. Segons Meunier els aviadors haurien d'haver-se desviat en plena nit cap al nord per evitar els forts vents i possibles nevades.
Aquest desviament hauria significat que Coli i Nungesser haurien hagut de recórrer diversos centenars de quilòmetres més del que havien previst i hauria retardat la progressió cap a Terranova. Segons el pla de vol de Coli, l' Oiseau blanc hauria d'haver arribat al continent americà a les 6 del matí a l'altura de Belle Isle, una petita illa situada entre Terranova i la costa canadenca, no obstant això, prop de quinze testimoniatges concorden en un albirament d'un avió blanc sobre Harbour Grace, 500 quilòmetres al sud-est de Belle Isle. Aquests albiraments van tenir lloc a les 14 hores 30 minuts, per la qual cosa Nungesser i Coli s'haurien retardat vuit hores a arribar al continent americà. Meunier va estimar amb aquestes dades que probablement l'avió va aconseguir arribar a Terranova però que el retard va deixar a l'avió sense combustible, forçant-ho a aterrar en algun lloc desconegut, encara que no tenia proves suficients per afirmar-ho amb seguretat.

#### Estudi de Garreau

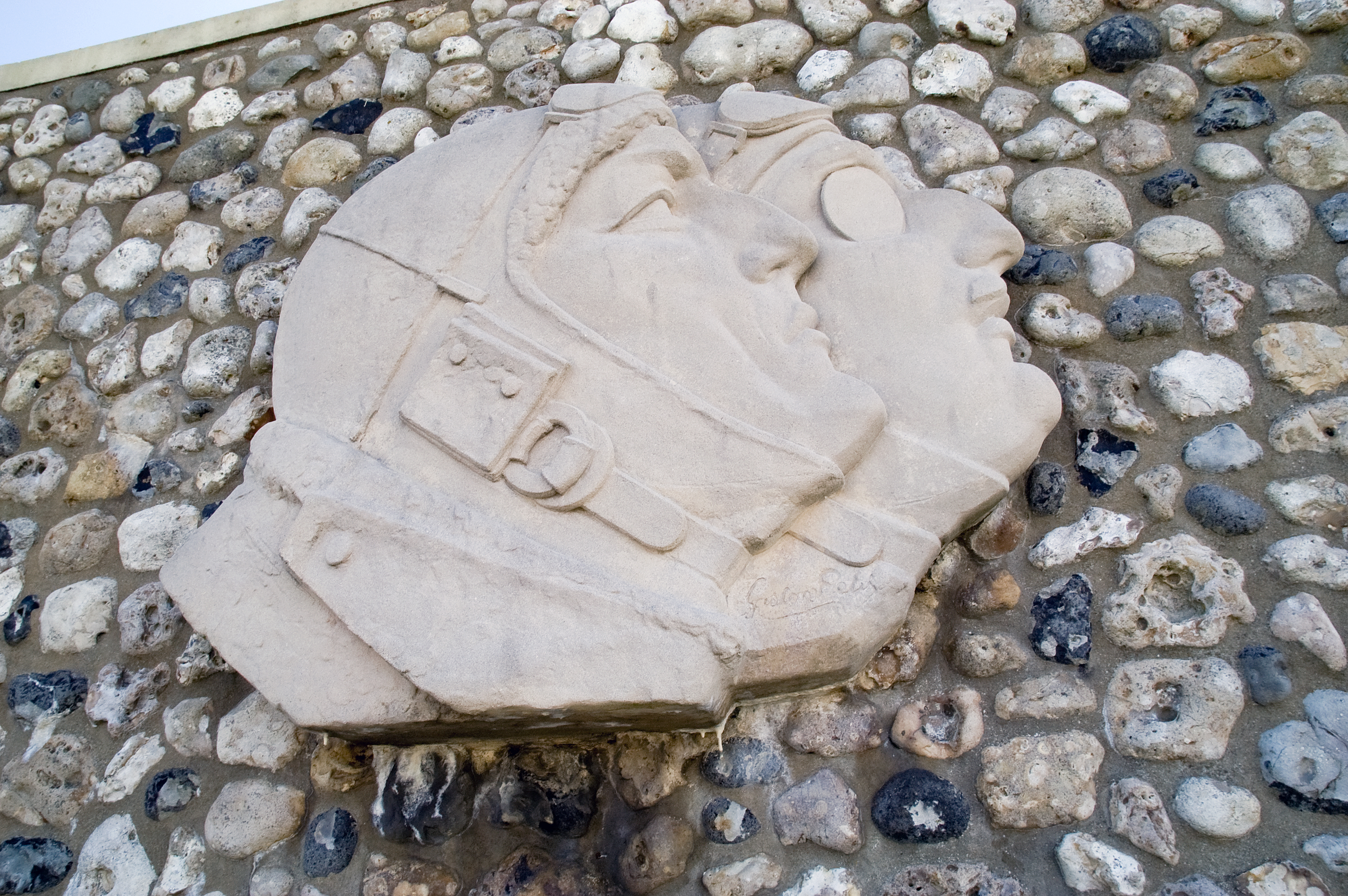
Relleu dels aviadors francesos Charles Nungesser (a l'esquerra) i François Coli. Museu de Nungesser-et-Coli, Étretat, França

L'any 1990 l'escriptor francès Charles Garreau va publicar un llibre sintetitzant les cerques realitzades des de 1927 fins llavors, desenvolupant tres hipòtesis diferents per explicar la desaparició de Nungesser i Coli:
- L'Oiseau blanc s'hauria estavellat prop de la badia de Trinity a Terranova, poc després d'haver sobrevolat Harbour Grace, probablement a causa d'una acumulació de gebre a les ales, causant una pèrdua de control en l'avió.
- L'Oiseau blanc s'hauria estavellat a la regió de Saguenay–Lac-Saint-Jean (Canadà) en haver-se acabat el seu combustible i Nungesser i Coli haurien intentat llavors llançar bengales d'auxili.
- L'Oiseau blanc s'hauria estavellat al nord de Maine als Estats Units en haver-se acabat el seu combustible.

Moltes de les proves d'aquestes teories van ser recolzades per la TIGHAR (Grup Internacional per a la Recuperació d'Aeronaus Històriques, per les seves sigles en anglès) que en aquesta època va realitzar diverses expedicions a Terranova buscant l'Oiseau blanc en el que va anomenar el projecte Midnight Ghosts. La TIGHAR va decidir cancel·lar el projecte Midnight Ghosts a mitjan anys 1990 per falta de resultats i per poder concentrar-se en altres projectes.

## Llegat

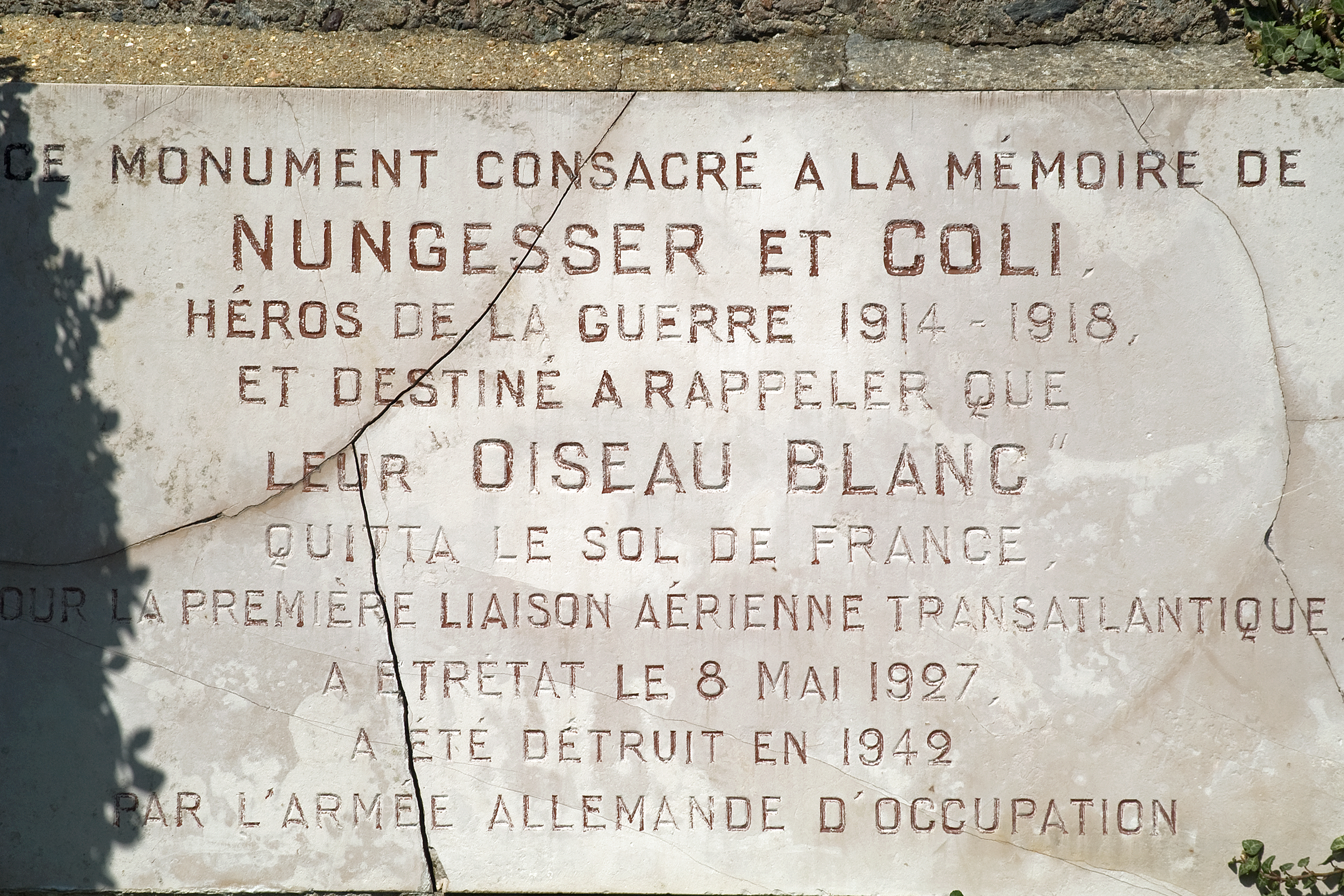
Placa commemorativa dels dos aviadors a Étretat.

La desaparició de l'Oiseau blanc és considerada de vegades com “l'Everest” dels misteris de l'aviació i TIGHAR el considera com «l'avió desaparegut més important de la història». La desaparició dels dos pilots va demostrar que la travessia de l'Atlàntic era més complicada de l'esperat, pel que l'assoliment de Charles Lindbergh dues setmanes després es va veure encara més valorat i potser va contribuir a la forta embranzida de l'aviació nord-americana dels següents anys.
Després del seu aterratge a Le Bourget, el 21 de maig de 1927, la primera visita de Lindbergh va ser a Laure Nungesser, mare del pilot de l'Oiseau blanc, per demanar-li que no perdés l'esperança de trobar al seu fill. El 15 d'octubre de 1927 els pilots francesos Dieudonné Costes i Joseph Le Brix van ser els primers a travessar l'Atlàntic Sud sense escales, unint les ciutats de Saint Louis (a Senegal) i de Natal (a Brasil). El seu avió, un Breguet 19, va ser batejat Nungesser et Coli (Nungesser i Coli en francès) en honor dels seus camarades desapareguts.
També es va construir un monument en memòria dels aviadors sobre els penya-segats d'Étretat, l'última ciutat francesa des de la qual es va poder veure a l' Oiseau blanc. Va ser destruït l'any 1942 durant el període d'ocupació nazi per després ser reconstruït com un nou monument de 24 metres d'altura l'any 1963. No gaire lluny d'allà es troba un museu dedicat als dos pilots.
L'any 1929 es va erigir una estàtua en homenatge a Lindbergh, Nungesser i Coli a l'entrada de l'aeroport de París-Le Bourget, des d'on va partir l' Oiseau blanc i on va arribar el Spirit of St. Louis. En 1967 el servei postal francès va emetre un segell commemorant els 40 anys de la desaparició de l' Oiseau blanc i deu anys més tard un altre commemorant a Nungesser, Coli i Lindbergh. Diverses ciutats de França tenen carrers amb els noms de Coli, Nungesser i l'Oiseau blanc.